# Боланьос, Кристиан
Кри́стиан Бола́ньос Нава́рро (исп. Christian Bolaños Navarro; 17 мая 1984, Сан-Хосе, Коста-Рика) — коста-риканский футболист, игравший на позиции полузащитника. Выступал за сборную Коста-Рики.

## Карьера

### Клубная карьера
Начинал свою карьеру в клубе «Депортиво Саприсса», в котором он стал двукратным чемпионом Коста-Рики и победителем Кубка чемпионов КОНКАКАФ. Последний титул дал ему возможность в составе своей команды участвовать в Клубном чемпионате мира 2005, где «Саприсса» заняла третье место, а сам игрок забил один гол и получил награду «Бронзовый мяч» как третий лучший игрок турнира. После этого турнира Боланьос прошёл десятидневную стажировку в «Ливерпуле», однако контракт с ним не был подписан. В августе 2006 года игрок подписал контракт с английским «Чарльтоном», но не получил разрешения на работу в Англии.
В июне 2007 перешёл в датский «Оденсе», где хорошо зарекомендовал себя.
В ноябре 2008 подписал контракт с норвежским клубом «Старт», где забил два гола уже в первом официальном матче.
В августе 2010 за 1 миллион евро перешёл в «Копенгаген».
В сентябре 2014 года вернулся играть на родину, присоединившись к клубу «Картахинес».
Зимой 2015 года отправился в Катар, выступать за клуб «Аль-Гарафа». Летом 2015 года Боланьос расторг контракт с «Аль-Гарафой» по взаимному согласию сторон.
В сентябре 2015 года заключил контракт с «Депортиво Саприсса» на три года, но с возможностью расторжения в случае поступления предложения из заграницы.
20 января 2016 года Боланьос подписал многолетний контракт с клубом MLS «Ванкувер Уайткэпс». В американской лиге дебютировал 6 марта в матче первого тура сезона 2016 против «Монреаль Импакт», в котором, выйдя в стартовом составе, отметился результативной передачей. 27 апреля в матче против «Спортинга Канзас-Сити» забил свой первый гол в MLS.
9 января 2018 года Боланьос вновь вернулся в «Саприссу», подписав двухлетний контракт.

### Международная карьера
Боланьос в составе сборной Коста-Рики до 17 лет участвовал в юношеском чемпионате мира 2001 года.

## Стиль игры
Кристиан обладает хорошей техникой, умеет хорошо использовать свободные удары, сделать хороший пас навесом.

## Достижения
Депортиво Саприсса
- Чемпион Коста-Рики: 2003/04, 2005/06, 2006/07, 2015 инвьерно, 2018 клаусура
- Обладатель Кубка чемпионов КОНКАКАФ: 2005
- Обладатель Клубного кубка UNCAF: 2003

Копенгаген
- Чемпион Дании: 2010/11, 2012/13
- Обладатель Кубка Дании: 2011/12